# Alexandriaria
Alexandriaria is een ondergeslacht van het geslacht van insecten Dicranomyia binnen de familie steltmuggen (Limoniidae).

## Soorten
- D. (Alexandriaria) phalangioides (Alexander, 1943)
- D. (Alexandriaria) suffusca (Garrett, 1922)
- D. (Alexandriaria) whartoni (Needham, 1908)